# Sztolnie w Senderkach
Sztolnie w Senderkach este o arie protejată (sit de importanță comunitară — SCI) din Polonia întinsă pe o suprafață de 79,36 ha, integral pe uscat.

## Localizare
Centrul sitului Sztolnie w Senderkach este situat la coordonatele 50°32′23″N 23°03′05″E / 50.5397°N 23.0515°E.

## Înființare
Situl Sztolnie w Senderkach a fost declarat sit de importanță comunitară în aprilie 2004 pentru a proteja 4 specii de animale.

## Biodiversitate
Situată în ecoregiunea continentală, aria protejată nu include niciun habitat protejat.
La baza desemnării sitului se află mai multe specii protejate de  mamifere (4): liliac cârn (Barbastella barbastellus), liliac cu urechi mari (Myotis bechsteinii), liliac de iaz (Myotis dasycneme), liliac comun (Myotis myotis).